# Pedro Alvares Cabral
Pedro Alvares Cabral — споруджений у 2012 році землесосний самовідвізний снаряд (trailing suction hopper dredger, TSHD). Однотипний із земснарядом Bartolomeu Dias.

## Характеристики
Земснаряд спорудила на замовлення відомої бельгійської компанії Jan De Nul хорватська верф Uljanik Brodogradiliste у Пулі. Судно назвали на честь португальського мореплавця, який першим з європейців досяг Бразилії.
Земснаряд призначений для робіт на глибинах до 52 метрів, а для відвезення грунту використовується трюм об'ємом 14000 м3. Вибірка грунту відбувається за допомогою труби діаметром 1,3 метра, вивантаження — через трубу діаметром 1 метр.
Пересування до місця виконання робіт здійснюється зі швидкістю до 15,7 вузлів.
Загальна потужність силової установки судна становить 15,96 МВт. Для видалення грунту використовується насос потужністю 4 МВт, а вивантаження відбувається за допомогою насосу потужністю 8,5 МВт.
На борту забезпечується проживання 33 осіб.

## Завдання судна
У другій половині 2012-го судно задіяли на створенні підходів до верфі Paraguacu в бразильському місті Салвадор (штат Баїя). Над цим завданням, яке включало видалення 0,2 млн м3 пісковиків та 1,6 млн м3 м'яких ґрунтів, разом з ним працював потужний фрезерний земснаряд Niccolò Machiavelli та землесоси Kaishuu і James Cook.
У 2013 році Pedro Alvares Cabral задіяли в кількох проектах в Мексиці, зокрема, він здійснював днопоглиблення у портах Альтаміра і Тампіко на східному узбережжі країни.
Протягом першої половини 2014-го судно виконувало роботи на карибському узбережжі Колумбії за проектом, котрий мав збільшити вантажообіг порта Барранкілья. Pedro Alvares Cabral видаляв м'які грунти, тоді як над твердими породами працював фрезерний земснаряд Hondius.
У другій половині 2014-го судно задіяли у іншому колумбійському порту Картахені (так само узбережжя Карибського моря), де провадилось днопоглиблення на підхідному каналі («канал Бокачіка»), а також у акваторії окремих терміналів. Крім нього, на цьому проекті використали фрезерні земснаряди Marco Polo та Hondius і ківшевий Il Principe.
Завершивши у січні 2015-го роботи в Картахені, Pedro Alvares Cabral на початку лютого прибув на належний Франції карибський острів Гваделупа, де зайнявся розширенням місцевого порта. Завдання, на якому також задіяли ківшевий земснаряд Postnik Yakovlev, потребувало вибірки 6 млн м3 грунту.
Ще до завершення гваделупського проекту Pedro Alvares Cabral відбув для виконання інших завдань. У серпні 2015-го він пройшов ремонт у Віллемстаді на острові Кюрасао, після чого зайнявся роботами в Колумбії. Спершу до середини вересня він провів експлуатаційне днопоглиблення на підхідному каналі Барранкільї. Доступ суден сюди здійснюється через останні 22 км течії річки Магдалена, котра несе велику кількість осадів та змушує провадити очистку до кількох разів на рік. В даному випадку до Барранкільї не могли заходити судна з осадкою більше 8 метрів, тоді як після роботи Pedro Alvares Cabral цей показник зріс до 9,9 метра.
Далі судно перейшло на тихоокеанське узбережжя до порту Буенавентура, де виявилось задіяним у двох проектах. По-перше, тут провели експлуатаційне днопоглиблення на замовлення Національного інституту доріг (INVÍAS, Instituto Nacional de Vías). Іншим завданням стала робота над створенням підхідного каналу та басейну розворота нового контейнерного терміналу TCBUEN (Terminal De Contenedores De Buenaventura), над чим також працювали фрезерний земснаряд Marco Polo та землесос Filippo Brunelleschi.
Під завершення 2015-го Pedro Alvares Cabral (а також Marco Polo, Filippo Brunelleschi та ківшевий земснаряд Vitruvius) провели на атлантичній стороні Панамського каналу руйнування кофердаму, під захистом якого відбувалось спорудження нових шлюзів.
В кінці січня 2016-го земснаряд знов прибув до Барранкільї, де протягом двох тижнів мав провести експлуатаційне днопоглиблення. З таким саме завданням він перебував тут і на початку серпня того ж року.
У проміжку між цими подіями навесні 2016-го судно залучили до розчистки найважливішого аргентинського суднового ходу по Парані та через естуарій Ла-Плата. Зазвичай тут для підтримки навігації працює 3-4 земснаряди, проте в цей рік через вплив кліматичного феномену Ель-Ніньйо та аномально високе накопичення осадів залучили 8 суден, і в тому числі Pedro Alvares Cabral.
Восени 2016-го судно виконувало роботи у кубинському порті Моа (північно-східне завершення острова), а у грудні воно вже втретє за рік прибуло до Барранкільї, де нанесення Магдаленою осадів не дозволяло прохід суден із осадкою більше за 9 метрів.
У тому ж грудні 2016-го земснаряд узявся за проект днопоглиблення підхідного каналу та акваторії порта ямайської столиці Кінгстон. Останньому хотіли надати можливість приймати більші контейнеровози, котрі почали проходити через нещодавно розширений Панамський канал. Окрім "Pedro Alvares Cabral" у проекті, котрий потребував вибірки 7 млн м3 ґрунту та був завершений в листопаді 2017-го, задіяли фрезерний снаряд "Marco Polo".
При цьому в квітні 2017-го "Pedro Alvares Cabral" уп'яте за останні два роки прибув до Барранкільї, де в межах чергового експлуатаційного днопоглиблення належало вибрати 0,32 млн м3 грунту. Такі ж завдання виникали і в подальшому, зокрема, Pedro Alvares Cabral побував тут у вересні та в кінці грудня 2017-го. У останньому випадку наноси не лише заблокували доступ до Барранкільї суден з осадкою понад 8,8 метра, але, крім того, сам порт вже не могли покинути два судна, котрі встигли увійти до нього.
У січні 2018-го земснаряд почав роботи у еквадорському порту Пуерто-де-Манта (центральна частина узбережжя цієї країни). А навесні він вже провадив поглиблення підхідного каналу, басейну розвороту та акваторії причалів у Пуерто-Болівар (місто Мачала на південному вході до затоки Гваякіль). Перша фаза проекту, завершена в травні 2018-го, дозволила довести глибини до 14,5 метрів. При цьому на осінь того ж року був запланований другий етап робіт, котрий мав збільшити цей показник до 17 метрів. Влітку ж 2018-го Pedro Alvares Cabral разом із землесосними снарядами "Filippo Brunelleschi" та "Vitus Bering" займались днопоглибленням третього еквадорського порту Посорха, що знаходиться на північному узбережжі затоки Ґуаякіль.
На початку лютого 2019-го Pedro Alvares Cabral узявся за модернізацію підхідного каналу найбільшого еквадорського порту Ґуаякіль. Тут запланували збільшити глибини до 12,5 метрів, для чого на судновому ході довжиною 95 км необхідно було вилучити 25 млн м3 грунту. Можливо також відзначити, що до робіт за проектом залучили цілий ряд земснарядів, включаючи фрезерний Ibn Battuta та землесосні Vitus Bering і Francis Beaufort.
На осінь 2019-го "Pedro Alvares Cabral" був виданий дозвіл на днопоглиблення у мексиканському порту Мансанільйо (центральна частина тихоокеанського узбережжя країни, штат Коліма).
У квітні 2020-го судно узялось за роботи на річці Ельба в межах проекту, що мав дозволити прохід до німецького порту Гамбург сучасних контейнеровозів (до того глибина тут не перевищувала 12,5 метрів). "Pedro Alvares Cabral"  вибирав грунт, а далі передавав його біля Брунсбюттеля на малий землесосний снаряд "Tristão da Cunha", що відвозив грунт до місця скидання (також відомо, що у вересні 2020-го сюди мав прибути фрезерний земснаряд "Fernão de Magalhães" з метою розрихлити особливо щільні шари глини для їх подальшої вибірки).
В травні 2022-го земснаряд провів днопоглиблювальні роботи на будівництві естонського терміналу ЗПГ у Палдіскі.
В липні, вересні, жовтні, листопаді  2022-го та січні 2023-го "Pedro Alvares Cabral" знову помічали на Ельбі, в районах Гамбургу та Куксгафену (останній лежить у гирлі Ельби).
У другій половині січня 2023-го "Pedro Alvares Cabral" разом з каменеукладальним судном "Simon Stevin" мали провести роботи з підготовки майданчиків для встановлення двох офшорних трансформаторних підстанцій для ВЕС Доггер-Банк А.